# Женщина в холодильнике
«Женщина в холодильнике» (англ. Women in Refrigerators) — сексистский троп, при котором персонаж женского пола приносится в жертву ради развития сюжетной линии персонажа мужского пола. Исторически использовался в комиксах о супергероях, но позднее появился в мейнстримной поп-культуре, особенно в 2010-х годах, в связи с адаптациями комиксов как блокбастеров. Термин был введён американской писательницей Гейл Симон в рамках критики общей тенденции изображения женщин, а не отдельных произведений.

## История
Подобные тропы являются частыми в произведениях о супергероях, начиная со 121-го выпуска комикса «The Amazing Spider-Man». В нём Зелёный гоблин сбрасывает подругу Человека-паука Гвен Стейси с моста, Человек-паук ловит её сетью, но Стейси получает хлыстовую травму шеи и умирает. История с Гвен Стейси открыла новую эру тёмных историй в комиксах, с серьёзными последствиями для героев — но более серьёзными для персонажей женского пола, чем для персонажей мужского пола.

Александра Девитт в холодильнике и Кайл Райнер на переднем фоне

В 1999 году американская писательница Гейл Симон создала список супергероинь из комиксов, которые были убиты, изнасилованы, изувечены, заражены болезнями или как-то иначе пострадали от мужских рук. Список, а также веб-сайт, на котором он был размещён, были названы «Женщины в холодильниках» (англ. Women in Refrigerators). При этом она указывала, что созданный ей список следует понимать не как осуждение каждого отдельного произведения, в котором троп был использован, или их создателей, а как критику общей тенденции.
Название «Женщины в холодильниках» связано с Александрой Девитт, девушкой супергероя Кайла Райнера из 54-го выпуска комикса «Зелёный Фонарь» (1994 год), которая была расчленена и засунута в холодильник суперзлодеем майором Форсом. После этого Кайл Райнер героически мстит суперзлодею, что позволяет раскрыть тему его геройства, развить глубину его характера, а вот характер Александры Девитт уже не раскрывается, потому что она была принесена в жертву.
Жестокое насилие по отношению к Александре Девитт было изображено в домашней среде и патерналистским тоном («хотя бы оставила записку»), сочетание которых, по мнению некоторых исследователей, показывало положение женщин в комиксах того времени. Страница комикса фокусирует внимание на реакции Кайла Райнера, обнаружившего тело своей девушки; изображения размещены были так, чтобы подчёркивать переживания главного героя, в то же самое время пряча в тень произошедшее с Александрой Девитт.

## Анализ
С точки зрения некоторых исследователей, соответствующая страница комикса просто использует доступные выразительные средства комиксов для показа ужаса Райнера. С другой стороны, этот случай — яркий и эстетически запоминающийся пример той проблемы, которую пыталась подчеркнуть Симон.
Хотя в эпизодах, где используется этот троп, женский персонаж играет существенную роль в развитии повествования, фокус происходит на страданиях мужчины, а не на том, что перенесла женщина.
Читательницы комиксов, которые ассоциируют себя с Александрой Девитт или другими героинями, часто не принимаются во внимание.
Джон Бартол, один из создателей сайта, в ответ на комментарии о том, что персонажи-мужчины также погибают жестокими способами, вывел следующую закономерность: супергерои возвращаются обратно в исходном виде, а вот женские персонажи — нет.